# Marie Vieux-Chauvet

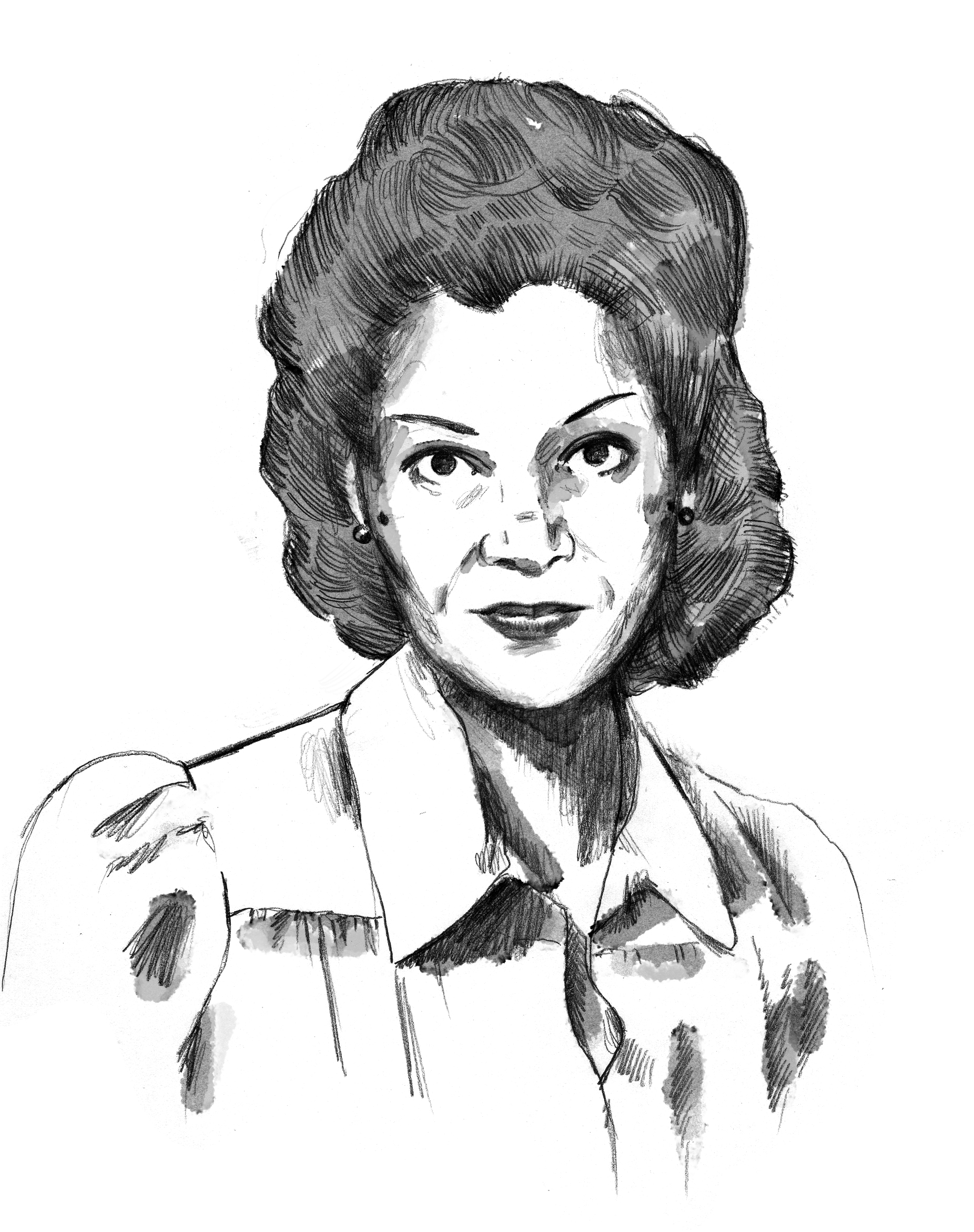
Gezeichnetes Porträt von Marie Vieux-Chauvet

Marie Vieux-Chauvet (* 16. September 1916 in Port-au-Prince; † 19. Juni 1973 in den Vereinigten Staaten) war eine haitianische Schriftstellerin. Zu ihren wichtigsten Werken gehören die Romane Fille d'Haïti (1954), La Danse sur le volcan (1957), Fonds des nègres (1960) und Amour, colère et folie (1968). Zu ihren Lebzeiten veröffentlichte sie unter dem Künstlernamen Marie Chauvet.

## Leben
Marie Vieux wurde am 16. September 1916 in Port-au-Prince, Haiti, als Tochter von Constant Vieux, einem haitianischen Politiker, und dessen Frau Delia Nones, die von den Virgin Islands stammte, geboren.
Im Jahr 1933 schloss sie ihre Schulausbildung ab. Sie heiratete den Arzt Aymon Charlier. Nach Vollendung des Romans Amour, colère et folie im Jahr 1968 entschloss sie sich, nach New York City auszuwandern und sich scheiden zu lassen. In zweiter Ehe war sie mit Pierre Chauvet, einem Tourismuskaufmann, verheiratet und nahm dessen Namen in Form eines Doppelnamens an.
Sie starb am 19. Juni 1973 in den Vereinigten Staaten an den Folgen eines Hirntumors.

## Werk
Vieux-Chauvets Werk befasst sich vor allem mit dem System gesellschaftlicher Klassen, Rassen und Geschlechterrollen, Familienstrukturen und den politischen, wirtschaftlichen und sozialen Unruhen in Haiti, die von der amerikanischen Besetzung des Landes ausgingen. Die Diktatur François Duvaliers (Papa Doc) spielte ebenfalls eine große Rolle. Obwohl sie in Duvaliers System unter ständiger Beobachtung stand, setzte sie ihre schriftstellerische Tätigkeit fort und organisierte Treffen der Les Araignées du Soir („Spinnen des Abends“), einer Gruppe von Dichtern und Autoren, in der sie die einzige Frau war.
Vieux-Chauvet schickte eine Trilogie von Romanen zur Veröffentlichung in einem Sammelband unter dem Namen Amour, colère et folie nach Frankreich. Das Buch kam mit Unterstützung durch Simone de Beauvoir im Jahr 1968 im Verlag Gallimard in Paris auf den Markt. Es wurde als Angriff auf François Duvalier rezipiert. Aus Sorge vor dessen Reaktion emigrierte die Autorin in die Vereinigten Staaten.
Übersetzt wurden Romane von Vieux-Chauvet in die englische (alle), spanische (2), italienische und deutsche (je 1) Sprache.

## Auszeichnungen
- 1954 Preis der Alliance Française für Fille d'Haïti
- 1960 Preis der Französischen Antillen für Fonds des nègres
- 1986 Prix Henri Deschamps (posthum) für Amour, colère et folie[4]

## Bibliografie

### Romane
- Fille d'Haïti (Paris: Fasquelle, 1954), Töchter Haitis, aus dem Französischen übersetzt von Nathalie Lemmens ; mit einem Nachwort von Kaiama L. Glover, München : Manesse Verlag, 2022, ISBN 978-3-7175-2550-9
- La Danse sur le volcan (Paris: Plon, 1957), Der Tanz auf dem Vulkan, aus dem Französischen übersetzt von Nathalie Lemmens ; mit einem Nachwort von Kaiama L. Glover, München : Manesse Verlag, 2023, ISBN 978-3-7175-2552-3
- Fonds des nègres (Port-au-Prince: Henri Deschamps, 1960), Wiedersehen in Fonds-des-Nègres, aus dem Französischen übersetzt von Nathalie Lemmens ; mit einem Nachwort von Kaiama L. Glover, München : Manesse Verlag, 2024, ISBN  	978-3-7175-2551-6
- Amour, colère et folie (Paris: Gallimard, 1968), Liebe Wut Wahnsinn : Roman in drei Novellen, aus dem Französischen übersetzt von Claudia Steinitz ; aktualisiert und kommentiert von Nathalie Lemmens ; mit einem Nachwort von Kaiama L. Glover, München : Manesse, 2025, ISBN 978-3-7175-2581-3
- Les Rapaces (Port-au-Prince: Deschamps, 1986; posthum unter dem Namen Marie Vieux veröffentlicht.)[4]

### Dramen
- La Légende des Fleurs (Port-au-Prince: Henri Deschamps, 1947; unter dem Pseudonym „Colibri“ veröffentlicht.)[4]
- Samba (ca. 1948; unveröffentlicht)